# Edwin R. Meade
Edwin Ruthven Meade (ur. 6 lipca 1836 w Norwich, zm. 28 listopada 1889 w Nowym Jorku) – amerykański polityk, członek Partii Demokratycznej.

## Działalność polityczna
W okresie od 4 marca 1875 do 3 marca 1877 przez jedną kadencję był przedstawicielem 5. okręgu wyborczego w stanie Nowy Jork w Izbie Reprezentantów Stanów Zjednoczonych.